# 라디오셱

이전 라디오셱 로고 (1974-1994년)

라디오셱(RadioShack, 이전 이름: '라디오 셱' 또는 '탠디 코퍼레이션', NYSE: RSH)은 미국의 전자 기기 소매 체인점이며 북아메리카, 유럽, 중앙 아메리카, 남아메리카, 아프리카 지역에 걸쳐 운영하고 있다. 2003년에 미국에만 6천 개가 넘는 체인점을 운영하고 있으며 순이익과 운영 소득이 22,400,000,000 달러에 이르는 것으로 알려져 있다. 라디오섁 본사는 텍사스 포트워스에 위치해 있다. 또, 라디오셱은 텍사스 모터 스피드웨이에서 삼성/라디오셱 500 NASCAR 스프린트 컵 시리즈 경주의 스폰서이기도 하다.

## 역사
1921년 시어도어(Theodore)와 밀턴 도이치만(Milton Deutschmann) 형제가 "라디오 섁"(Radio Shack)이라는 이름으로 회사를 시작하였으며, 이들은 당시 초창기 아마추어 무선을 위한 장비를 제공하길 바랐다. 이 형제들은 소매 및 우편 주문처를 46 브래틀 스트리트의 다운타운 보스턴의 핵심부에서 개장했다.